# Długołęka
Długołęka (deutsch Langewiese) ist ein Ort in der der Landgemeinde Długołęka im Powiat Wrocławski der Woiwodschaft Niederschlesien in Polen.

## Geschichte
Langewiese wurde wahrscheinlich Mitte des 13. Jahrhunderts gegründet. Es gehörte zum Herzogtum Oels, das seit 1329 ein Lehen der Krone Böhmen war. Erstmals urkundlich erwähnt wurde „Dlugalanke“ im Zehntregister des Bistums Breslau Liber fundationis episcopatus Vratislaviensis, das 1295–1305 während der Amtszeit des Breslauer Bischofs Heinrich von Würben verfasst wurde. Weitere Schreibweisen waren 1361 Langewesin, 1376 Longum Pratum, 1478 Langewezen, 1486 Villa Langewisse 1578 Langewiese bzw. Langenwiesen und ab Mitte des 19. Jahrhunderts Langewiese.
Zu Beginn des 14. Jahrhunderts wurde es in zwei Teile geteilt: den Ritterteil, der mit Rastelwitz, dem späteren Sibyllenort verbunden war, und den zweiten Teil, der den Breslauer Bischöfen gehörte.
Im Dreißigjährigen Krieg (1618–1648) erlitt das Dorf schwere Verluste, an dessen Ende lebten acht Menschen im Dorf.
Nach dem Ersten Schlesischen Krieg 1742 fiel Langewiee 1742 mit dem größten Teil Schlesiens an Preußen. Nach der Neugliederung Preußens gehörte es seit 1815 zur Provinz Schlesien und war ab 1816 dem Landkreis Oels eingegliedert, mit dem es bis 1945 verbunden blieb. 1850 wurden beide Dorfteile zu einer Landgemeinde vereint. Seit 1874 gehörte die Landgemeinde Langewiese zum Amtsbezirk Sybillenort, zu dem neben Langewiese auch die Landgemeinden Domatschine, Peuke und Sibyllenort sowie die gleichnamigen Gutsbezirke gehörten.
Im Zweiten Weltkrieg wurde Langewiese am 25. Januar 1945 von der Roten Armee besetzt. Als dessen Folge fiel es nach Kriegsende 1945 mit dem größten Teil Schlesiens an Polen. Es wurde in Długołęka umbenannt und nachfolgend die deutsche Bevölkerung – soweit sie nicht vorher geflohen war – vertrieben. Die neuen Bewohner waren zum Teil Heimatvertriebene aus Ostpolen, das an die Sowjetunion gefallen war.
Bei einem Zugunglück in der Nähe von Mirków starben am 9. Juli 1977 11 Menschen, 40 wurden verletzt.

## Sehenswürdigkeiten
Es gibt folgende denkmalgeschützte Gebäude:
- die Kirche heiliger Erzengel Michael (kościół pw. św. Michała Archanioła) eine erste Erwähnung stammt aus dem Jahr 1376; das heutige Gebäude wurde 1715-1722 erbaut und zuletzt 1998 renoviert. Die Ausstattung ist barock, die Kanzel mit einem Flachrelief der Auffindung der gestohlenen Hostie stammt aus der Zeit um 1730. Es gibt zwei Figuren – des heiligen Ignatius und des heiligen Franz Xaver – wahrscheinlich aus der Werkstatt des Thomas Weisfeldt um 1740 gefertigt.[4]
- Das Pfarrhaus in der ul. Kościelna 12 stammt aus dem Jahr 1748.
- Der Pfarrfriedhof an der ul. A. Zawadzki wurde um 1859 eingerichtet, vorher war der Friedhof neben der Kirche. Im 14. Jahrhundert gab es in Długołęka einen katholischen Friedhof.
- Der Bahnhofskomplex mit dem Bahnhofsgebäude, eröffnet am 28. Mai 1868, dem Wohnhaus in der ul. Broniewskiego 16 aus der Zeit um 1900 sowie einem Wohn- und Lagergebäude aus der Wende des 19./20. Jahrhunderts. Der Bahnhof befand sich ursprünglich auf dem Gebiet der Ortschaft Szczodre (Sibyllenort).
- das ehemalige Schlosswärterhaus in der Ul. Parkowa 15,  von 1860-70
- das ehemalige Gesundheitszentrum der Gemeinde in der ul. Wrocławska 24 von 1925-1930.

Das Gut Wildschütz in dem Dorf Wilczyce wurde am Ende des Zweiten Weltkrieges zerstört und geplündert.

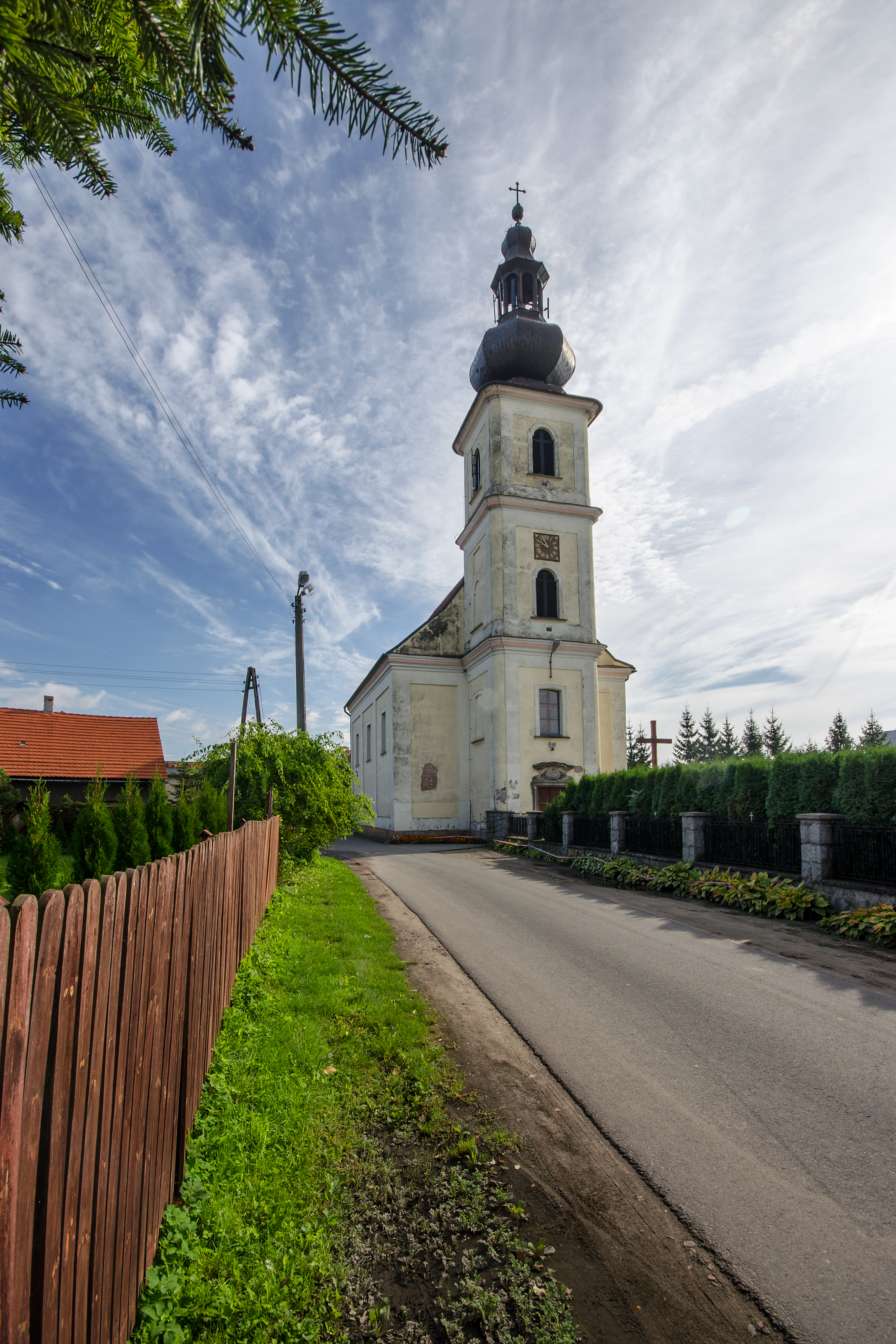
Kirche heiliger Erzengel Michael
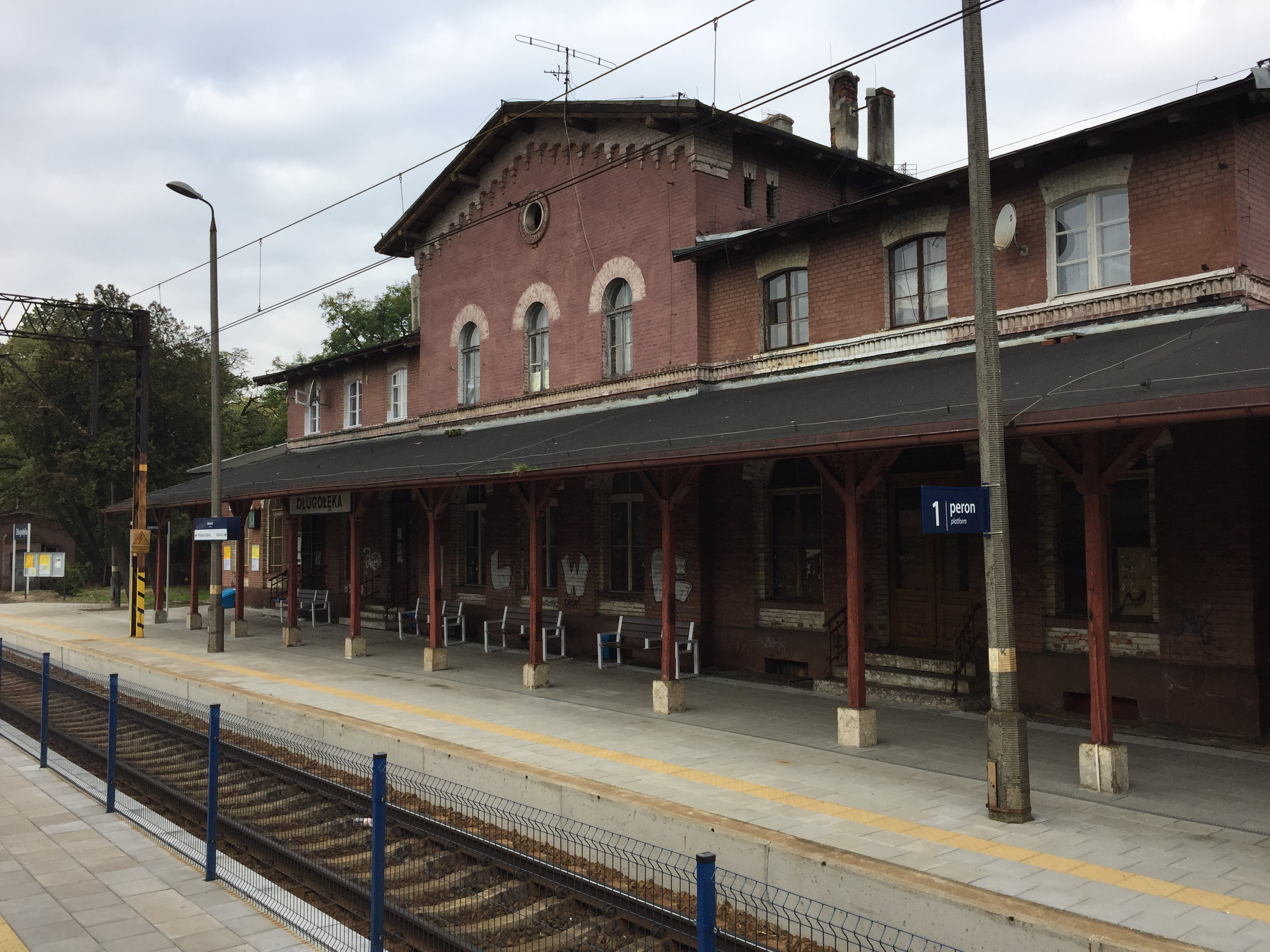
Bahnhof
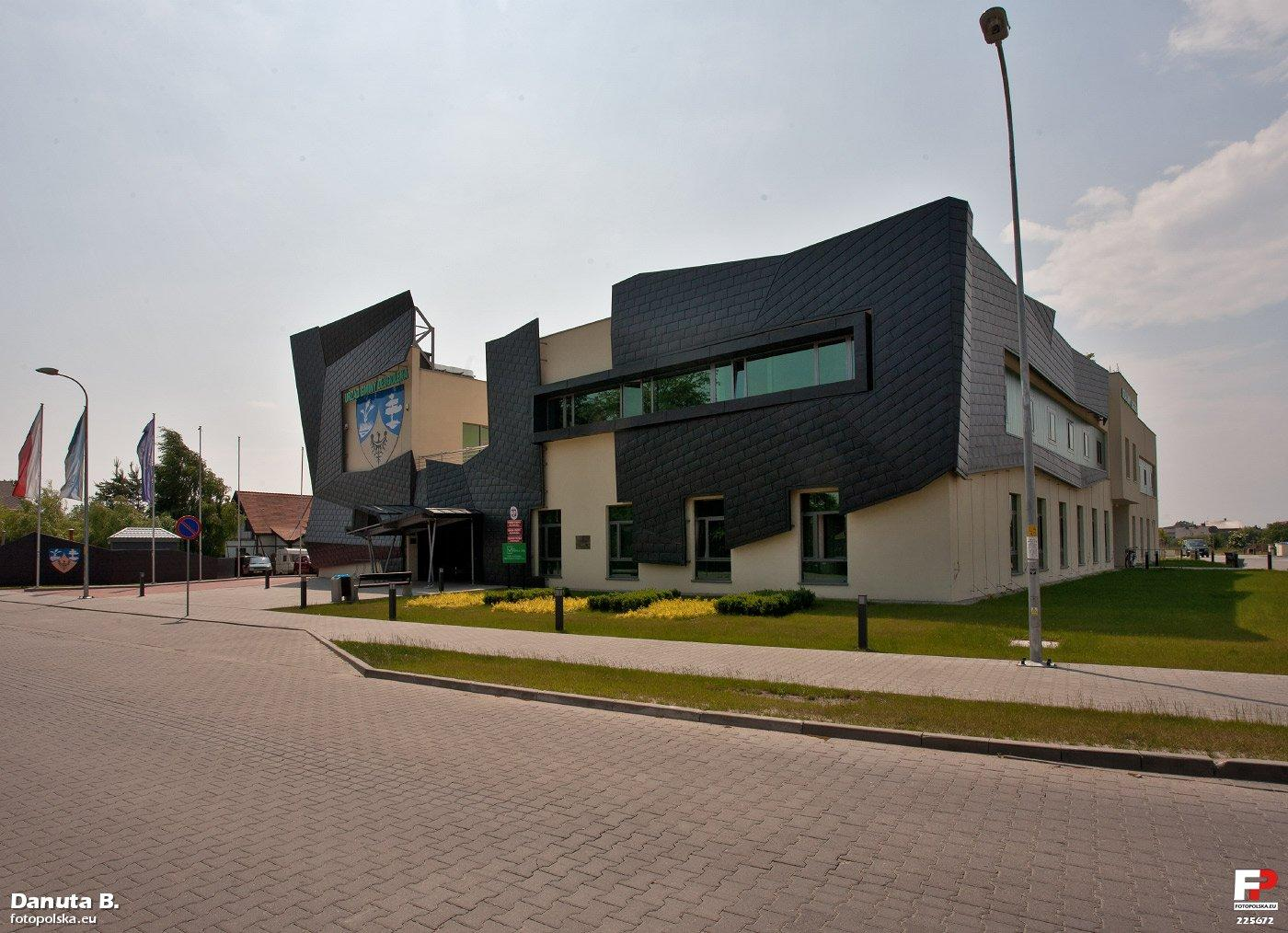
Die Gemeindeverwaltung

## Wirtschaft
In der Gemeinde gibt es Vertretungen und Lager vieler polnischer und ausländischer Unternehmen wie Selgros oder Schweiker, dazu  Autohäuser und Elektronik sowie mehrere Gemischtwarenläden, eine Bäckerei, eine Apotheke, ein Hotel und weitere Dienstleistungsbetriebe.

## Gemeinde

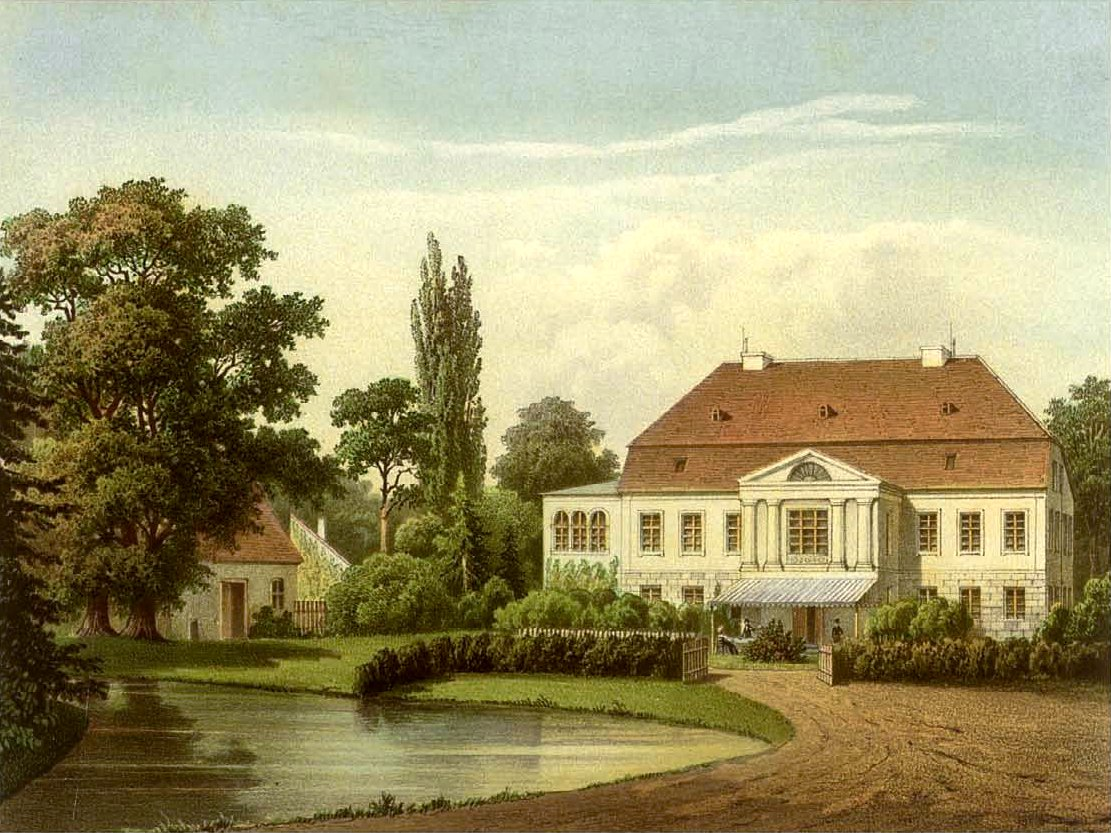
Rittergut Wildschütz um 1860, Sammlung Alexander Duncker

Die Landgemeinde Długołęka umfasst ein Gebiet von 212,41 km² mit 20.274 Einwohnern. Zu ihr gehören folgende Ortschaften (deutsche Namen bis 1945):
| - Bąków (Bankau) - Bielawa (Langenbielau) - Bierzyce (Perschütz) - Borowa (Bohrau) - Brzezia Łąka (Kunersdorf) - Budziwojowice (Buschewitz, 1937–1945 Ostwinkel) - Bukowina (Buckowine, 1937–1945 Hartwasser) - Byków (Peuke) - Dąbrowica (Eichgrund) - Długołęka (Langewiese) - Dobroszów Oleśnicki (Dobrischau, 1935–1945 Reichenfeld) - Domaszczyn (Domatschine, 1935–1945 Sachsenau) - Godzieszowa (Güntherwitz) - Jaksonowice (Jackschönau) - Januszkowice (Jäntschdorf) - Kamień (Steine) - Kątna (Süßwinkel) - Kępa (Kampern) - Kiełczów (Groß Weigelsdorf) - Kiełczówek (Klein Weigelsdorf) - Krakowiany (Krakowahne, 1936–1945 Luisengrund) | - Łosice (Loischwitz, 1936–1945 Rehwinkel) - Łozina (Lossen) - Michałowice (Michelwitz) - Mirków (Mirkau) - Oleśniczka (Klein Oels) - Pasikurowice (Paschkerwitz) - Piecowice (Dörndorf) - Pietrzykowice (Klein Peterwitz) - Pruszowice (Bruschewitz, 1937–1945 Möwengrund) - Raków (Raake) - Ramiszów (Ramischau, 1937–1945 Fürstengrund) - Siedlec (Zedlitz) - Skała (Hohlstein) - Stępin (Stampen) - Szczodre (Sibyllenort) - Śliwice (Schleibitz) - Tokary (Dockern) - Węgrów (Bingerau) - Wilczyce (Wildschütz) - Zaprężyn (Sapraschine, 1936–1945 Lindenhof) |

### Städtepartnerschaft
Die Gemeinde unterhält folgende Städtepartnerschaften:
- Seit 1997 mit der italienischen Stadt Locorotondo
- Seit 2003 mit der Stadt Velen in Nordrhein-Westfalen.[6]
- Seit 2004 mit der ukrainischen Stadt Sarny
- Seit 2009 mit der italienischen Stadt Fossano

## Ehrenbürger
Zu den Ehrenbürgern der Gemeinde gehört der Regisseur Jan Jakub Kolski.

## Verkehr
Straßen
Durch die Gemeinde verläuft die Schnellstraße S8
Bahn
Długołęka besitzt einen Bahnhof an der zweigleisigen Bahnstrecke Kalety–Wrocław.